# Њесвади
Њесвади (слч. Nesvady, мађ. Naszvad) насељено је мјесто са административним статусом сеоске општине (слч. obec) у округу Коморан, у Њитранском крају, Словачка Република.

## Становништво
| Година:    | 1994. | 2004.   | 2014. | 2024.   |
| ---------- | ----- | ------- | ----- | ------- |
| Број људи: | 5113  | 5000    | 5100  | 4963    |
| Разлика:   |       | -2,21 % | +2 %  | -2,68 % |

| Година:    | 2023. | 2024.   |
| ---------- | ----- | ------- |
| Број људи: | 4974  | 4963    |
| Разлика:   |       | -0,22 % |

Према подацима о броју становника из 2011. године насеље је имало 5.060 становника.